# Burgstall Saalenstein
Der Burgstall Saalenstein ist eine abgegangene Burg in Saalenstein im Landkreis Hof in Bayern.

## Geschichte
Funde von Bronze, Nürnberger Pfennigen und Burgkeramik deuten auf eine frühe Besiedelung. Spätestens im 12. Jahrhundert gab es hier eine Burg. Der heute sichtbare Burgstall am Steilufer der Saale war wahrscheinlich ein Vorwerk. Wie Funde von Scherben beweisen, war es bewohnt. Die eigentliche Burg befand sich einige Meter nordwestlich, wo jenseits der Autobahn noch Reste eines Rundturmes erkennbar sind. Er war von einem trockenen, beiderseits am Hang auslaufenden Graben umgeben, der heute noch deutlich erkennbar ist. Die Fattigsmühle war wohl ursprünglich ein weiteres Bollwerk der Burg: Der kleine Saalenstein. Eustachius von Zedtwitz soll es zu einer Mühle umgebaut haben. 1524 war die Saale an dieser Stelle die Grenze der Markgrafschaft Brandenburg-Kulmbach und die Burg Saalenstein hatte die Bedeutung eines Kastells.

## Gegenwart
Heute befinden sich am Fuße des Burgberges, also am Ufer der Saale, noch einige Fundamentreste und ein in die Uferböschung getriebenes Gewölbe. Auf dem Burgberg verläuft die Bundesautobahn 72. Die Reste der Burg bestehen aus einigen Steinmauern hinter einem noch deutlich erkennbaren Burggraben. Das Gelände befindet sich in Privatbesitz und ist mit einem geschlossenen Gittertor abgegrenzt. Der Besitzer betreibt dort ein Restaurant und hat die noch vorhandenen Mauerreste des Burgstalls in eine Fantasy-artige Gartenlandschaft integriert.